# 나비와 나방의 구분
나비목의 곤충을 크게 나비와 나방으로 나눈다. 이 구분은 널리 쓰이기는 하지만 분류학에 따른 구분은 아니다. 분류학에서는 모두 같은 나비목에 속한다. 이 둘을 나누는 완벽한 기준은 없지만 대개 다음 조건을 이용한다.
- 나비의 더듬이는 가늘고 길며 끝이 뭉툭한 반면, 나방은 수컷은 두껍고 털이 많으며, 암컷은 가늘고 길며 끝이 뭉툭하지 않다. 이 성질은 나비와 나방을 나누는 가장 기본적인 기준이다. 그러나 예외는 있다. 털이 없는 더듬이를 가진 나방도 있으며 (끝이 뭉툭하지는 않다), 끝이 뭉툭하지 않은 더듬이를 가진 나비도 있다.
- 많은 나방이 야행성이며 일부는 주행성이다. 주행성인 나방은 드물다.
- 애벌레에서 번데기로 변태할 때, 나방은 번데기 둘레를 둥근 고치로 보호하는 반면, 나비는 딱딱한 번데기 껍질을 이용한다. 땅 속에서 변태하는 박각시과의 나방은 고치를 만들지 않고 나용 형태의 번데기로 몸을 보호한다.
- 나방은 앉을 때 날개를 펼치고, 나비는 날개를 접는다. 하지만 팔랑나비과에 속하는 나비는 날개를 펴기도 하고, 접기도 하며, 반만 접기도 한다. 또한 네발나비과와 같이 쉴 때에도 날개를 펴는 나비도 많다.
- 나방의 몸통은 두꺼운 반면, 나비는 가늘고 부드럽다.